# Jodia lateritia
Jodia lateritia là một loài bướm đêm trong họ Noctuidae.